# Clermont, Oise
Clermont este un oraș în Franța, sub-prefectură a departamentului Oise din regiunea Picardia. 
Clermont este o comună în departamentul Oise, Franța. În 2009 avea o populație de 10,384 de locuitori.